# Lillian Asplund
Lillian Gertrud Asplund (Worcester, 21 ottobre 1906 – Shrewsbury, 6 maggio 2006) è stata una degli ultimi sopravvissuti del naufragio del RMS Titanic.

## Biografia
Nasce da una famiglia di immigrati svedesi da Carl Oscar Vilhelm Gustafsson Asplund e Selma Augusta Emilia Johansson. Lillian aveva un fratello gemello di nome Carl Edgar, due fratelli più grandi Filip Oscar e Clarence Gustaf Hugo e un fratello minore di nome Edvin Rojj "Felix".
Nel 1912 Lillian e la sua famiglia si trasferirono negli Stati Uniti e salirono a bordo del Titanic a Southampton il 10 aprile 1912 come passeggeri di terza classe. Quattro giorni dopo la nave colpì un iceberg e il padre di Lillian svegliò la sua famiglia per portarli in salvo. Lillian, la madre ed il fratello minore furono tratti in salvo dalla RMS Carpathia che arrivò alcune ore dopo sul posto. Il padre, i due fratelli maggiori ed il fratello gemello perirono nel naufragio.
Asplund in seguito visse con la madre ed il fratello fino alla loro morte e lavorò come segretaria in diversi uffici a Worcester. Lillian è morta nel 2006 all'età di 99 anni. Viene sepolta nel vecchio cimitero svedese di Worcester vicino alla sua famiglia.
Lillian Asplund fu l'ultima superstite ad avere ancora dei vaghi ricordi di quell'evento. Insieme a Barbara West e Millvina Dean fu una delle ultime superstiti del Titanic.
La madre di Lillian non si riprese mai dalla perdita del marito e dei tre figli maggiori, e si rifiutò sempre di parlare del disastro, dicendo che era semplicemente sbagliato farlo. Lillian era d'accordo e, per il resto della sua vita, anch'essa non ne parlò quasi mai. Secondo il suo avvocato, quando le fu chiesto perché rifiutasse le interviste anche quando le veniva offerto denaro, Asplund affermò: "Perché volere soldi dal Titanic? Guardate cosa ho perso: un padre e tre fratelli."